# Warszawa Targowa
Warszawa Targowa – wąskotorowa stacja w Warszawie zlikwidowana w 1974 roku.
Została wybudowana w 1949 roku przez Polskie Koleje Państwowe. Od 1949 była stacją początkową Mareckiej Kolei Dojazdowej. Znajdowała się w dzielnicy Praga-Północ, u zbiegu al. „Solidarności” i ul. Targowej. Stacja sąsiadowała z normalnotorową stacją Warszawa Wileńska.